# Mattia De Marchi
Mattia De Marchi (né le 3 juin 1991 à Mirano) est un coureur cycliste italien. 

## Biographie
Mattia De Marchi est originaire de Mirano, une commune située en Vénétie. Son cousin Alessandro De Marchi est cycliste professionnel.
En 2010, il termine notamment troisième du prologue des Tre Ciclistica Bresciana chez les juniors (moins de 19 ans). Deux ans plus tard, il se classe cinquième d'une étape du Baby Giro. Il s'impose ensuite à trois reprises en 2015, en Italie mais également sur le Tour of South Bohemia. 
Lors de la saison 2016, il remporte le Grand Prix Kranj, inscrit au calendrier de l'UCI. Il gagne par ailleurs une étape du Tour de Chine I, alors qu'il est stagiaire chez Androni Giocattoli-Sidermec. Malgré ses résultats, il ne parvient pas à décrocher un contrat professionnel. Mattia De Marchi intègre alors l'équipe continentale autrichienne Hrinkow Advarics Cycleang en 2017. Il met finalement un terme à sa carrière à l'issue de cette saison, faute de propositions convaincantes. 
Une fois retiré des compétitions, il commence à travailler dans un magasin Decathlon, au rayon cyclisme. Il reprend ensuite le vélo en amateur, dans l'ultracyclisme puis le Gravel,.

## Palmarès et résultats

### Palmarès par année
- 2015
  - Circuito delle Stelle
  - Trophée de la ville de Conegliano
  - 4e étape du Tour of South Bohemia
  - 2e du Giro delle Valli Aretine
- 2016
  - Grand Prix Kranj
  - 4e étape du Tour de Chine I
  - 3e du Trophée de la ville de Conegliano
  - 3e du Circuit de Cesa
- 2017
  - 2e du Törökbálint Grand Prix
- 2023
  - 2e du championnat d'Italie de gravel

### Classements mondiaux
| Année           | 2016 |
| --------------- | ---- |
| UCI Europe Tour | 690e |
| UCI Asia Tour   | 342e |